# 남자 1600m 이어달리기 대한민국 기록 추이
남자 1600m 이어달리기 대한민국 기록 추이는 다음과 같다.
| # | 기록        | 차이         | 선수                           | 소속      | 날짜         | 대회명                            | 개최지        | 경기장                   | 주석 및 기타               | 동영상 |
|   | 3분 15초 6  | - 3.2초      |                                | 국가 대표 | 1975. 06. 14 | 제2회 아시아육상경기선수권대회    | 대한민국 서울 |                          | 3위, 종전기록 3분 18초 8   |        |
|   | 3분 14초 58 | - 4.03초 (?) | 이종윤, 장철, 한기흥, 김용태   | 한국체대  | 1983. 06. 01 | 제12회 전국 종별 육상 경기 대회   | 대한민국 서울 | 운동장                   | 종전기록 3분 18초 61(?)    |        |
|   | 3분 10초 17 | -            | 심덕섭, 윤남한, 정한주, 유태경 |           | 1986. 07. 27 | 제7회 비호기 전국 육상 대회       | 대한민국 서울 | 올림픽 주경기장          | 종전 3분 14초 58           |        |
|   | 3분 06초 36 | - 3.07초 *   | 손주일, 김순형, 김용환, 이진일 | 대표팀    | 1994. 06. 18 | 제48회 전국 육상 경기 선수권 대회 | 대한민국 서울 | 올림픽 주경기장          | 종전 86년 대표팀 3분09초43 |        |
|   | 3분 06초 23 | - 0.13초     | 김재다, 손주일, 김호, 김순형   |           | 1998. 06. 10 | 52회 전국 육상 선수권 대회        | 대한민국 서울 | 올림픽 주경기장          | [ 4 ]                      |        |
|   | 3분 04초 44 | - 1.79초     | 김재다 손주일 김호 김용환      | 국가 대표 | 1998. 07. 22 | 제12회 아시아 육상 선수권 대회    | 일본 후쿠오카 | 하카타노모리 육상 경기장 | 2위                        |        |
|   | 3분 04초 05 | - 0.39초     | 박봉고 임찬호 이준 성혁재      | 국가 대표 | 2011. 11. 01 | 제13회 세계 육상 선수권 대회      | 대한민국 대구 | 대구 스타디움            | 예선 탈락, 전체 15위       |        |
|   | 3분 04초 03 | - 0.02초     | 박봉고 박세정 여호수아 성혁재  | 국가 대표 | 2014. 10. 01 | 2014년 아시안 게임                | 대한민국 읹던 | 인천아시아드 주경기장    | 은메달                     |        |

## 같이 보기
- 남자 1600m 이어달리기 세계 기록 추이
- 여자 1600m 이어달리기 대한민국 기록 추이
- 여자 1600m 이어달리기 세계 기록 추이